# ブリス・フェイユ
ブリス・フェイユ（Brice Feillu、1985年7月26日- ）は、フランス、シャトーダン出身の自転車競技（ロードレース）選手。

## 経歴
兄、ロマン・フェイユも現役のロードレース選手。兄は2008年のツール・ド・フランス第3ステージ終了後、マイヨ・ジョーヌ獲得を経験。また、2009年のツール・ド・フランスでは、兄弟出場を果たしている。
2009年、アグリテュベルと契約を結びプロ転向。
- バルセロナからアンドラのオルディノ・アルカリスへ向かう、ピレネー山脈超えの山岳ステージとなった2009年のツール・ド・フランス第7ステージを制覇した。

2010年、兄とともにヴァカンソレイユ（後の ヴァカンソレイユ・DCM）に移籍。
2011年、チーム・レオパード・トレックに移籍。
2012年、ソル・ソジャスュンに移籍。
2014年、ブルターニュ・セシェアンヴィロヌモンに移籍。
2015年
- ツール・ド・レン 山岳賞

2016年
- ツール・ド・ルクセンブルク 山岳賞

2017年
- ツール・ド・ルクセンブルク 山岳賞